# قريب جدا
قريب جدا برنامج ثقافي كان يعرض في قناة الحرة ويستضيف فيه الصحفي جوزف عيساوي شعراء ومفكرين ورواة وفنانين من العالم العربي سواء كانوا ما زالوا يعيشون في البلدان العربية أو في بلدان المهجر ويحاورهم حول حياتهم الشخصية وآرائهم سواء حول الموضوع الذي يتخصصون فيه أو حول مواضيع عامة.
وقد توقف البرنامج منذ فترة في العام 2011 لسبب غير معروف.